# I-19
I-19 (Interstate 19) — межштатная автомагистраль в Соединённых Штатах Америки длиной 63,60 мили (102,35 км). Полностью располагается на территории штата Аризона. Является одной из самый коротких автомагистралей, номер которой состоит из двух цифр.

## Маршрут магистрали
Interstate 19 соединяет Interstate 10 и город Тусон с Мексикой и городом Ногалес.
Южный конец магистрали располагается на пересечении с West Crawford Street в городе Ногалес, недалеко от границы с Мексикой. Сначала магистраль направляется на юг, затем поворачивает на запад и на север, в сторону города Тусон. В первые 10 км I-19 пересекает две дороги штата Аризона — SR 189 и SR 289. На протяжении почти всего пути от Ногалеса до Тусона I-19 проходит по слабозаселённым местностям южной Аризоны. Перед Тусоном Interstate 19 пересекает реку Санта-Круз на территории индейской резервации Сан-Хавьер. В Тусоне I-19 пересекает SR 89, а затем сливается с I-10 и заканчивается.

## Некоторые развязки
- SR 189, Ногалес
- SR 289, округ Санта-Круз
- SR 86, Тусон